# Antílop reial
L'antílop reial (Neotragus pygmaeus) és un antílop que viu a l'Àfrica Occidental. Amb una alçada de només 25–30 cm (10–12 inches) i un pes de només 3,2–3,6 kg, és l'antílop més petit. Les cries són prou petites per cabre a la mà oberta d'una persona. Té un color marró clar, amb el ventre més pàl·lid i el cap i els flancs més foscos. El mascle té unes petites banyes semblants a pues que mesuren 2,5 cm de llarg.